# Encina de San Silvestre
Encina de San Silvestre è un comune spagnolo di 122 abitanti situato nella comunità autonoma di Castiglia e León.